# Kumbakonam
 Kumbakonam (en tamoul : கும்பகோணம் ; appelée parfois Kudanthai (குடந்தை) dans le langage institutionnalisé par les puristes tamouls) est une ville du district de Thanjavur, dans l'État du Tamil Nadu en Inde. La ville se trouve sur les rives de la Kaveri et de l'Arasalar. 

## Histoire
Kumbakonam est célèbre pour avoir accueilli la cour du roi Karikala Chola mais serait la cité de Malaikūrram qui était la capitale Chola au Ve siècle. 

## Géographie
La diffluence de la Kaveri et de l'Arasalar en fait un delta très important mais limite son expansion actuelle par manque de terres constructibles.
Une ligne de chemins de fer unie la ville aux cités de Chennai, Thoothukudi et Nagapattinam. 

### Monuments
Kumbakonam est un important centre culturel par la présence de plus de 188 temples et mathas (monastères hindous). La ville abrite des temples qui font l'objet de pèlerinages plus-ou-moins considérables, particulièrement la célébration duodécennale du Mahamaham. Les lieux de culte majeurs étant notamment les temples shivaïtes de Adi Kumbeshwarar, Nageshwaraswami où se trouve notamment représenté l'Ardhanarishvara et de Someshwarar, et les temples vishnouïtes de Sarangapani, Chakrapani et Ramaswami.  
Le temple de Sarangapani est remarqué pour être possiblement l'avant-dernier des Pancharanga Kshetram, les cinq grands temples de Ranganatha (Vishnou) situés le long de la Kaveri.